# João Pedro Ribeiro
João Pedro Ribeiro (Porto, 27 de Maio de 1758 — Porto, 4 de Janeiro de 1839) foi um escritor erudito, considerado um precursor de Alexandre Herculano nas investigações históricas dos documentos existentes nos arquivos e cartórios portugueses, creditado com a introdução em Portugal da ciência diplomática, ou seja do estudo científico e interpretação dos documentos. Foi presbítero secular, doutor em Cânones pela Universidade de Coimbra, cónego doutoral nas sés de Faro, Viseu e Porto, desembargador honorário da Casa da Suplicação, conselheiro da fazenda, cronista dos domínios ultramarinos, censor régio do Desembargo do Paço e sócio da Academia Real das Ciências de Lisboa. 

## Biografia
João Pedro Ribeiro foi filho de Pedro do Rosário Ribeiro e de Antónia Angélica Rosa, ambos oriundos do Porto. Seguiu a carreira eclesiástica, fazendo os seus estudos preparatórios na cidade do Porto, onde recebeu ordens de presbítero. Depois de ordenado, matriculou-se na Faculdade de Cânones da Universidade de Coimbra, onde se doutorou a 6 de Maio de 1781. 
Tendo obtido a regência de uma das cadeiras da Faculdade de Cânones, fixou-se em Coimbra, exercendo paralelamente funções sacerdotais.